# Uta no Prince-sama
Uta no☆Prince-sama♪ (うたの☆プリンスさまっ♪, lit. Els prínceps de la cançó) és un videojoc publicat per Broccoli el 2010 per PSP. El joc, una novel·la visual de caràcter romàntica, està orientat vers un públic femení. Ha obtingut gran èxit al Japó i ha estat adaptat posteriorment a manga i anime, acompanyats d'altres llançaments relacionats en format CD, llibres, etc.
El videojoc ha estat publicat per a la consola portàtil PSP. Per al qual es creà una personalització de la consola a l'estil d'Uta no Prince-sama, amb el seu propi color, decoracions i un estoig, posats a la venda conjuntament amb el joc.
Uta no Prince-sama Debut fou publicat el 24 de maig de 2012. La història se situa un any després de la graduació de l'acadèmia en l'anterior edició.

## Anime
La franquícia fou adaptada en un anime de tretze episodis, Uta no Prince-sama Maji LOVE 1000%, dirigit per Yuu Kou i produït per A-1 Pictures Inc. L'anime fou emès entre el 2 de juliol i el 24 de setembre de 2011.
L'argument ens presenta a Haruka Nanami, una noia que aspira a ser compositora i decideix anar a una acadèmia d'arts escèniques on, a més de la composició, principalment es formen noves estrelles del món dels ídols i on acabarà formant part del conjunt del qual en seran membres sis nois joves ben plantats, creant el grup STARISH. En aquest sentit, l'anime manté els personatges del videojoc.
L'abril de 2013 s'estrenà una nova temporada, continuadora de la primera, anomenada Uta no Prince-sama Maji LOVE 2000%, que incorpora al grup un nou membre Cecil Aijima. Aquesta tingué, igual que la primera, 13 episodis. L'abril d'enguany s'ha estrenat una nova seqüela, Uta no Prince-sama Revolutions, on a banda dels membres del grup principal STARISH, es dona més protagonisme a Quartet Night, un altre grup de la mateixa acadèmia.

### Personatges
El repartiment dels papers inclou diversos personatges:
- Haruka Nanami (Miyuki Sawashiro): és la protagonista.

Els membres de STARISH són:
- Otoya Ittoki (Takuma Terashima)
- Tokiya Ichinose (Mamoru Miyano)
- Natsuki Shinomiya (Kishou Taniyama)
- Sho Kurusu (Hiro Shimono)
- Masato Hijirikawa (Kenichi Suzumura)
- Ren Jinguji (Junichi Suwabe)
- Cecil Aijima (Kōsuke Toriumi): membre del grup a partir de la segona temporada.

#### Altres
- Shining Saotome (Norio Wakamoto): director de l'acadèmia.
- Tsukimiya Ringo (Yuichi Nakamura): instructor de l'acadèmia.
- Hyuuga Ryuuya (Koji Yusa): instructor de l'acadèmia.
- Shibuya Tomochika (Yuka Imai): millor amiga de la protagonista.
- Reiji Kotobuki (Showtaro Morikubo)
- Ranmaru Kurosaki (Tatsuhisa Suzuki)
- Ai Mikaze (Shouta Aoi)
- Camus (Tomoaki Maeno)

### Música
Sens dubte, un dels elements distintius de la franquícia ha estat la música. Destaca, per exemple, a l'anime. El cantant dels temes d'obertura, Mamoru Miyano, va obtenir la tercera posició en les llistes de vendes pel seu single Kanon, que posà música a l'obertura de la segona temporada de l'anime.

## Manga
L'adaptació a manga d'Uta no Prince-sama anà de la mà d'Utako Yukihiro, en la història i el dibuix, Kanon Kunozuki, com a creador original i Chinatsu Kurahana en el disseny dels personatges. La primera adaptació fou compilada en un volum únic el 22 de desembre de 2010 per ASCII Media Works.
Una segona adaptació a manga se serialitzà entre febrer i octubre de 2012 per ASCII Media Works a la seva revista Monthly Comic Sylph, també de la mà de Yukihiro. Aquesta, anomenada Uta no Prince-sama Debut, és una seqüela del videojoc de 2010, situada un any després de la graduació de la noia i els nois de l'escola d'arts escèniques.